# Benny Goodman (film)
Pour les articles homonymes, voir Goodman.
Pour plus de détails, voir Fiche technique et Distribution.
Benny Goodman (titre original : The Benny Goodman Story) est un film biographique américain sorti en 1956, réalisé par Valentine Davies avec Steve Allen et Donna Reed. Il raconte la vie du clarinettiste de jazz Benny Goodman.

## Fiche technique
- Titre : Benny Goodman
- Titre original : The Benny Goodman Story
- Réalisation et scénario : Valentine Davies
- Photographie : William H. Daniels
- Montage : Russell F. Schoengarth
- Producteur : Aaron Rosenberg
- Pays de production :  États-Unis
- Langue : anglais
- Date de sortie : 
  - États-Unis : 1956

## Distribution
- Steve Allen : Benny Goodman
- Donna Reed : Alice Hammond
- Berta Gersten : Mama Goodman
- Barry Truex : Benny Goodman (at 16)
- Herbert Anderson : John Hammond Jr.
- Robert F. Simon : Papa Dave Goodman
- Hy Averback : Willard Alexander - Benny's manager
- Sammy Davis Sr. : Fletcher Henderson
- Dick Winslow : Gil Rodin
- Shepard Menken (en) : Harry Goodman (comme Shep Menken)
- Jack Kruschen : 'Murph' Podolsky - riverboat band Mgr.
- Wilton Graff : John Hammond Sr.
- Fred Essler : Prof Schoepp
- David Kasday : Benny Goodman (at 10)
- John Erman : Harry Goodman (at 16)